# Evaristo Isasi
Evaristo Isasi Colmán (26 ottobre 1955) è un ex calciatore paraguaiano, di ruolo attaccante.

## Carriera
Con la Nazionale paraguaiana ha partecipato al campionato del mondo 1986.

## Palmarès

### Club
- Campionati paraguaiani: 6

Olimpia: 1975, 1978, 1979, 1980, 1985, 1988
- Coppa Libertadores: 1

Olimpia: 1979
- Coppa Interamericana: 1

Olimpia: 1979
- Coppa Intercontinentale: 1

Olimpia: 1979

### Nazionale
- Coppa America: 1

Copa América 1979